# Kilgore (Texas)
Kilgore ist eine Stadt im Gregg County und Rusk County im US-Bundesstaat Texas. Das U.S. Census Bureau hat bei der Volkszählung 2020 eine Einwohnerzahl von 13.376 ermittelt.

## Geographie

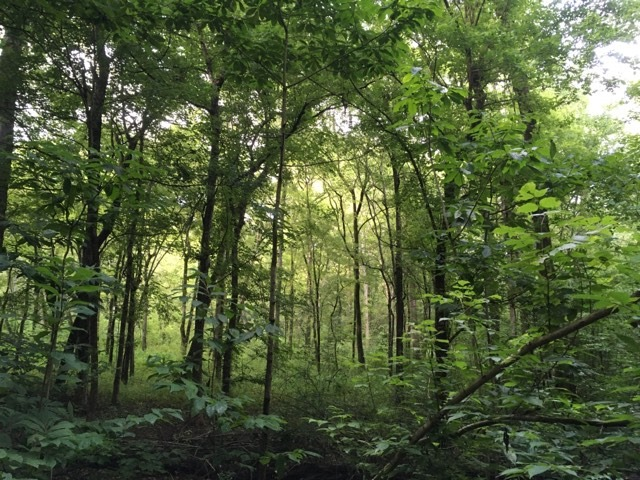
Lokale Natur in den Pineywoods

Die Stadt liegt im Nordosten von Texas am U.S. Highway 259 sowie den Highways 31, 42 und 135, ist im Osten 77 Kilometer von der Grenze zu Louisiana, im Nordosten 105 Kilometer von Arkansas, im Norden 145 Kilometer von Oklahoma entfernt und hat eine Gesamtfläche von 40,0 km².

## Geschichte

### Frühe Geschichte und landwirtschaftliche Ära (1872–1930)
Kilgore wurde 1872 als Eisenbahnstopp der International-Great Northern Railroad gegründet und nach Landbesitzer Constantine Buckley Kilgore benannt. Die Stadt entwickelte sich zunächst als Baumwollhandelszentrum mit zwei Baumwollentkernungsanlagen, einer Bank und etwa 700 Einwohnern (1914). Die Weltwirtschaftskrise reduzierte die Bevölkerung bis Mitte 1930 auf unter 500, da die Baumwollpreise einbrachen und Geschäfte schließen mussten. Vor der Öl-Ära war die Region von kleinbäuerlicher Landwirtschaft geprägt, mit vereinzelten Ölsuchversuchen seit 1911, die jedoch an mangelnder Bohrtiefe scheiterten.

### Der Öl-Boom (1930–1941): Vom Bauerndorf zur Boomtown
Am 3. Oktober 1930 löste Columbus Joiner Bohrung Daisy Bradford No. 3 in Rusk County den größten Ölrausch der US-Geschichte aus. Innerhalb weniger Wochen strömten 10.000 Arbeiter nach Kilgore, das sich im geografischen Zentrum des East Texas Oil Fields befand. Charakteristisch wurden:
- World’s Richest Acre: 24 Öltürme auf einem einzigen Stadtblock – die weltweit dichteste Bohrturmkonzentration.[3]
- Chaotische Urbanisierung: Arbeiter lebten in Zeltstädten und Bretterhütten; Saloons und Spielhallen ersetzten Bauernläden; die Kriminalität stieg um 400 %.
- Wirtschaftsexplosion: Täglich wurden 100 neue Bohrlöcher niedergebracht, die Produktion erreichte 1931 über 1 Million Barrel/Tag. Der Ölpreis stürzte auf 15 Cent/Barrel, was zu wilder Förderung führte.[4]

Gouverneur Ross Sterling verhängte im August 1931 das Kriegsrecht, um mit der Nationalgarde die Förderung zu regulieren. Diese Maßnahme stabilisierte den Markt und etablierte die Texas Railroad Commission als Ölregulierungsbehörde.

### Nationale Bedeutung: Kriegstreiber und Wirtschaftsmotor (1941–1945)
Das Öl aus Kilgore wurde entscheidend für die US-Kriegsführung im Zweiten Weltkrieg:
- „Big Inch“-Pipeline: 1942–1944 gebaut, transportierte sie täglich 300.000 Barrel Kilgore-Öl zu Ostküsten-Raffinerien und umging deutsche U-Boot-Angriffe auf Tanker.
- Dallas’ Aufstieg: Ölmilliardäre wie H. L. Hunt verlegten Firmensitze nach Dallas. Die Stadt wurde zum Bankenzentrum der Ölindustrie – Dallas Federal Reserve verwaltete 80 % der Ölfinanzen. Einwohnerzahl: +89 % (1940–1950).[6]
- Industrialisierung: Kriegsproduktion in Texas stieg um 200 %, gespeist von Kilgore-Öl. Flugzeugwerke in Fort Worth und Schiffswerften in Houston arbeiteten rund um die Uhr.

| Parameter                 | Vor 1930 | 1945            |
| ------------------------- | -------- | --------------- |
| Einwohner Kilgore         | 500      | 12.000+         |
| Tägliche Ölförderung      | 0 Barrel | 1,4 Mio. Barrel |
| Arbeitslosenquote Texas   | 28 %     | 2 %             |
| US-Ölproduktion aus Texas | 5 %      | 60 %            |

### Nachkriegsentwicklung und kulturelle Blüte (ab 1945)
- Kilgore College (gegr. 1935): Wurde zum Kulturzentrum mit dem Texas Shakespeare Festival (seit 1986) und den Rangerettes – weltweit erstes Präzisions-Drillteam (gegr. 1940). Die Rangerettes traten bei fünf Präsidentenvereidigungen und 75 Cotton-Bowl-Spielen auf, symbolisierten weibliche Empowerment in der Nachkriegsära.[7]
- Stadtumbau: Öltürme wurden durch 60 stählerne Stern-Derricks ersetzt – Symbol von Kilgores Neuerfindung als „City of Stars“. Das East Texas Oil Museum (1981) dokumentiert die Boom-Ära mit lebensechten Dioramen.[8]
- Deutsches Erbe: Seit 2016 findet ein jährliches Oktoberfest statt, das bayerische Traditionen mit texanischer Folklore verbindet – Hommage an deutsche Einwanderer in Osttexas.

### Wirtschaftliche Nachwirkungen und moderne Identität
Die Ölförderung setzt sich fort (bisher 5,42 Mrd. Barrel), aber diversifizierte in:
- Bildung: Kooperationen des Kilgore College mit deutschen Hochschulen (FH Aachen) in Energietechnik
- Technologie: Ansiedlung von IT-Firmen dank niedriger Lebenshaltungskosten (20 % unter US-Schnitt)
- Kulturwirtschaft: Kilgore Film Festival (seit 1998) und Great Texas Balloon Race ziehen jährlich 50.000 Besucher an.[9]

## Kunst und Kultur
Kilgore weist ein vielfältiges kulturelles Leben auf, das durch die Geschichte der Stadt als Zentrum des texanischen Ölbooms geprägt wurde. Die vorherrschende Farbe der Stadt ist Rot – sichtbar in den Farben der örtlichen Schulen, Sportteams und kulturellen Veranstaltungen. Diese visuelle Identität prägt das Stadtbild und stärkt das Zugehörigkeitsgefühl der „Kilgoreites“.

### Festivals und Veranstaltungen
- Kilgore Oktoberfest: Jährliches Festival mit Biergärten, Blasmusik und traditionellen Tänzen, das deutsche und texanische Kulturelemente verbindet.[12]
- Texas Shakespeare Festival: Sommerliche Theateraufführungen im Van Cliburn Auditorium des Kilgore College, vergleichbar deutschen Freilichtfestspielen.[13]
- Great Texas Balloon Race: Heißluftballon-Event am nahegelegenen East Texas Regional Airport mit regionaler Beteiligung Kilgores.
- Kilgore Film Festival: Präsentiert preisgekrönte Independent-Filme im historischen Texan Theater.[14]
- East Texas Orgel-Festival: Jährliches Musikereignis zu Ehren des Orgelbauers Roy Perry.

### Kulturelle Institutionen

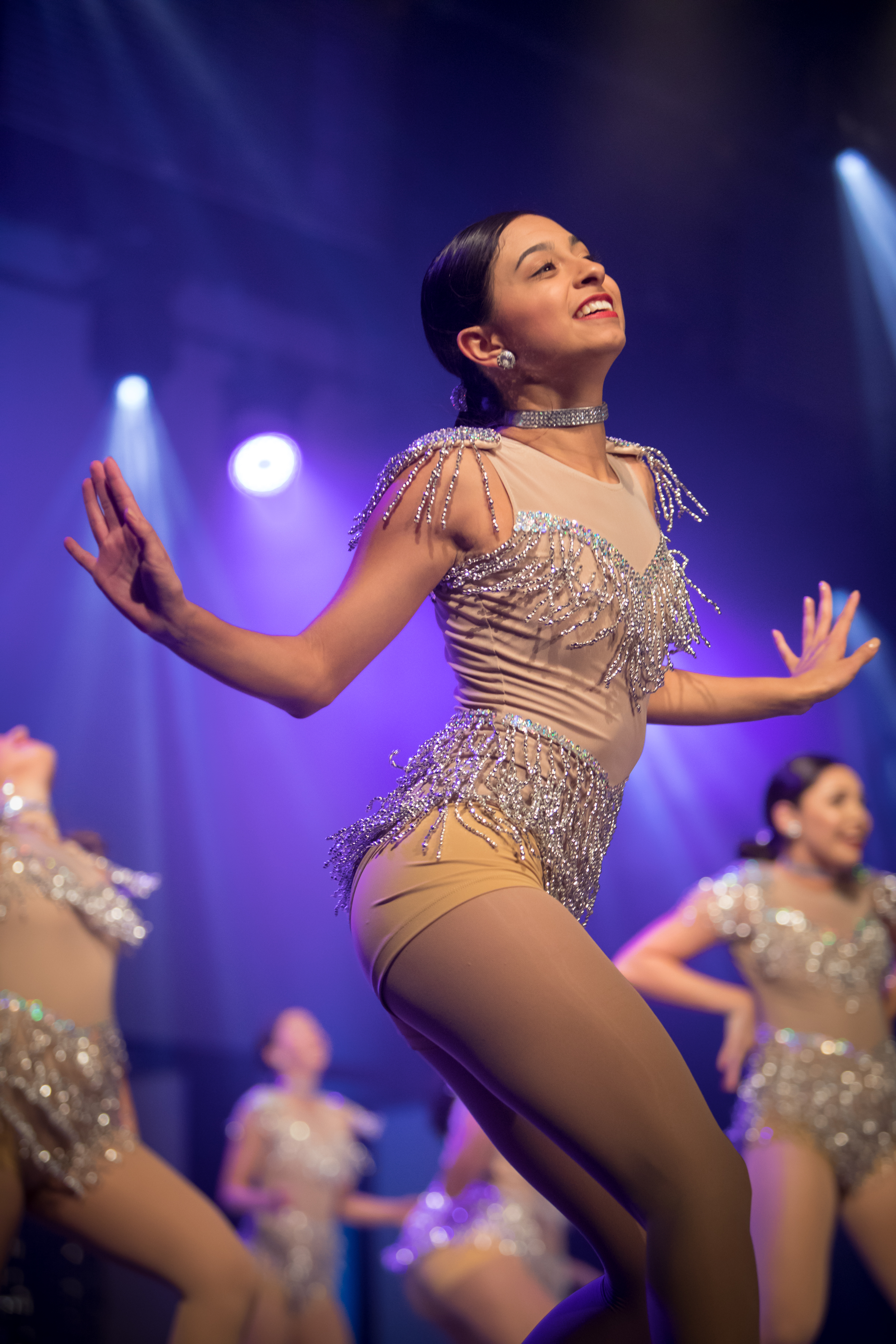
Aufführung aus Rangerette Revels

- Kilgore College Rangerettes: Weltweit erstes Präzisions-Drillteam (gegründet 1940), bekannt für ikonische High-Kick-Routinen bei der Macy’s Thanksgiving Day Parade in New York.[15]
- East Texas Oil Museum: Lebensechte Darstellung des Ölbooms der 1930er Jahre mit interaktiven Ausstellungen.[16]
- Rangerettes Museum: Dokumentiert die Geschichte des Tanzensembles auf dem Campus des Kilgore College.
- Kilgore Öffentliche Bibliothek: Im normannischen Architekturstil erbaut, entstanden während der New-Deal-Ära.

### Kulinarische Kultur
Kilgores Küche spiegelt die texanisch-mexikanische Fusion wider mit zahlreichen etablierten Lokalen, die authentische Tex-Mex-Gerichte anbieten. Besondere Bedeutung haben traditionelle Barbecue-Techniken und mexikanische Einflüsse aus der Zeit des Ölbooms.

### Wirtschaftliche und städtebauliche Aspekte
- Historische Main Street mit unabhängigen Geschäften und Galerien in umgebauten Öl-Ära-Gebäuden
- Niedrige Lebenshaltungskosten und strategische Lage als Standortvorteile
- Bildungskooperationen des Kilgore College mit internationalen Partnern

## Wirtschaft
Kilgores Wirtschaft verbindet historische Ölindustrie mit moderner Diversifizierung und bietet attraktive Bedingungen für Unternehmen. Vier Schlüsselsektoren prägen das Profil:

### Energie und Industrie
- Öl- und Gaserbe: Das 1930 entdeckte East Texas Oil Field (einst weltgrößtes Onshore-Feld) produzierte bisher 5,42 Mrd. Barrel. Chevron und ExxonMobil betreiben moderne Bohrungen.[18]
- Erneuerbare Energien: Kooperationen des Kilgore College mit der FH Aachen fördern Solar-/Biogasfirmen seit 2018.[19]
- Industriepark Synergy Park:
  - 672 Hektar Campus mit Unternehmen wie Camfil (Luftfiltration) und Keeprite Refrigeration (Kühltechnik)
  - Schuf 2.900 Jobs durch 24 Neuansiedlungen (2020–2025)[20]

### Fertigung und Technologie
| Sektor             | Anteil am GDP | Unternehmen                                                                          |
| ------------------ | ------------- | ------------------------------------------------------------------------------------ |
| Energie            | 38 %          | Chevron, Texakana                                                                    |
| Fertigung          | 29 %          | Terex, Martin Sprocket, Orgill                                                       |
| Bildung/Gesundheit | 22 %          | Kilgore College, Christus Health, University of Texas at Tyler(UT Health East Texas) |
| Tourismus          | 7 %           | Veranstaltungen, Museen                                                              |
| Einzelhandel       | 4 %           | Walmart, Brookshire                                                                  |

- Präzisionsfertigung: Martin Sprocket & Gear (seit 1949) exportiert nach Europa; Terex produziert Baumaschinen.
- Technologie: Innovationszentrum für Industrie 4.0-Automatisierung mit deutschen Investoren.[21]
- Großhandel: Orgill (seit 2021) betreibt Logistikzentrum für Baumaterialien.

### Tourismus und Kreativwirtschaft
- Kulturevents:
  - Texas Shakespeare Festival: Generiert 4,2 Mio. USD Jahresumsatz
  - Rangerettes: National bekannte Tanzauftritte
  - Oktoberfest: 15.000 Besucher (2024)
- Filmförderung: Zertifizierte "Film Friendly Community" für Dokumentationen.[22]
- Musik: "Music Friendly Texas Community" seit 2024.[23]

### Standortvorteile
- Kilgore Economic Development Corporation (KEDC):
  - Gewerbesteuern 18 % unter TX-Durchschnitt[20]
  - Unterstützung bei Ansiedlungsprozessen
- Kilgore Chamber of Commerce: Die Kilgore Chamber of Commerce agiert in einer wirtschaftlich vernetzten Region mit über 350.000 Erwerbstätigen aus 12 Landkreisen im Umkreis von 60 Meilen.[24]
- Verkehr: Direkt an Interstate 20; East Texas Regional Airport (15 Min.)
- Kosten: Lebenshaltungskosten 21 % unter US-Durchschnitt[25]

### Bildung als Wirtschaftsfaktor
Das Kilgore College (1935 gegr.) unterstützt durch:
- Fachkräfteausbildung: 78 % Absolventen arbeiten lokal
- Internationale Kooperationen: Duale Studiengänge mit deutschen Hochschulen[26]
- Kultur: Texas Shakespeare Festival als Wirtschaftsimpuls

### Herausforderungen und Zukunft
- Infrastruktur: Breitbandausbau in ländlichen Gebieten
- Fachkräfte: Sicherung durch Zuwanderung
- Klimaanpassung: Modernisierung von Ölpipelines
- Projekte: Der geplante CAMFIL-Neubau (2025) gilt als Schlüsselprojekt für industrielle Expansion und Umwelttechnologien.

Mit gezielten Investitionen und internationalen Partnerschaften positioniert sich Kilgore als nachhaltiger Industriestandort in Osttexas und der weiteren Region von Dallas, Shreveport, und Houston.

## Söhne und Töchter der Stadt
- Will Jennings (1944–2024), Songwriter
- Randy Matson (* 1945), Leichtathlet, Weltrekordler und Olympiasieger
- Ally Venable (* 1999), Blues-Rock Gitarristin